# RPG al-Yasin
El Yasin (en árabe: يس‎) es un lanzacohetes antitanque desarrollado por las Brigadas de Ezzeldin Al-Qassam de Hamás, llamado así en honor a su líder espiritual Sheik Ahmed Yasin, que fue asesinado por las Fuerzas de Defensa de Israel (FDI) el 22 de marzo de 2004. El Yasin habría sido desarrollado por ingenieros del Hamás bajo la dirección de Adnan al-Ghoul, que fue asesinado por las FDI en Gaza el 22 de octubre de 2004. El arma guarda cierto parecido con los lanzacohetes antitanque soviéticos RPG-2 y RPG-7. Es el lanzacohetes antitanque por excelencia de Hamás.

## Fabricación
A fines de 2005, las Brigadas de Ezzeldin Al-Qassam hicieron público un video que ofrecía información sobre la producción del lanzacohetes antitanque Yasin. El proyectil es fabricado en dos partes: la carga propulsora está dentro de un tubo, que contiene combustible sólido, mientras que la ojiva que está principalmente construida de metal, contiene un explosivo líquido de color amarillo hecho a base de varios compuestos químicos. Se le agregan aletas al motor cohete y este es forrado con plástico para que las aletas se desplieguen al lanzar el cohete. Finalmente se ensambla la ojiva en el motor cohete y se le agrega un pasador de seguridad. Todo el proceso de fabricación tiene lugar en instalaciones básicas, dentro de talleres de metal usando herramientas rudimentarias, aunque la concepción y la ingeniería del arma parecen alcanzar un alto nivel de complejidad y profesionalismo dados los medios empleados en su fabricación. El tubo lanzador también es fabricado por las llamadas “Unidades productivas” de las Brigadas de Ezzeldin Al-Qassam, usando como modelo el del lanzacohetes ruso RPG-7. 

## Eficacia
El cohete parece concentrar su impacto en una superficie muy limitada, siendo capaz de perforar fácilmente un grueso muro de ladrillos y de causar daño limitado a una plancha metálica de unos 50 mm de espesor. Por lo tanto, es poco probable que este tipo de cohete pueda dañar un tanque Merkava o un transporte blindado de personal Namer, blancos frecuentes de los ataques de las Brigadas de Ezzeldin Al-Qassam.

## Uso en combate
Aparentemente, el Yasin fue empleado por primera vez durante la batalla de Jabalya, acaecida el 22 de octubre de 2004.
El 19 de junio de 2005, un soldado israelí fue abatido en la Franja de Gaza por un cohete de este tipo cerca de Rafah, y el 2 de octubre del mismo año, un enfrentamiento entre Hamás y la policía palestina causó la muerte del comandante de policía del campo de refugiados Shati en Gaza, luego que un cohete Yasin impactó en el cuarto donde se había puesto a cubierto. Tras la retirada de Israel de la Franja de Gaza en 2005 y la consiguiente tregua temporal de Hamás, se cree que Hamás fabricó y almacenó una cantidad de varios miles de cohetes Yasin hacia el fin de aquel año. Los oficiales israelíes también expresaron su preocupación por el hecho de que Hamás está tratando de trasferir el conocimiento y la tecnología para producir este cohete a sus células de Cisjordania.

## En televisión
El lanzacohetes Yasin fue mencionado y mostrado en el episodio del programa Frontline emitido por el canal PBS el 29 de mayo de 2006.